# Reinaldo Sarria Delgado
Reinaldo Sarria Delgado (Rubiana, 24 de julio de 1906 - Valdoviño, 1936) fue un pedagogo y político gallego.

## Trayectoria
Aprobó los exámenes del Magisterio en 1928. Fue profesor en Vilardesilva (Rubiana) en 1931, y en 1934 se trasladó al colegio de Aviño (Valdoviño). Militante del Partido Galeguista y afiliado a FETE- UGT. Tras la victoria del Frente Popular en las elecciones de febrero de 1936, fue nombrado concejal de Valdoviño y elegido teniente de alcalde. Con el golpe de Estado en España de julio de 1936 fue detenido. Torturado, murió después de una golpiza. Fue sancionado con la separación definitiva por ser el número 135 de FETE en 1942.

## Expresiones de gratitud
El 25 de junio de 2005, los vecinos de Pantín colocaron en la escuela unitaria una placa en honor a los maestros que sufrieron represalias en 1936, Frutos Burgos Ramos, Reinaldo Sarria, José Ambrós Gordillo, Manuel López González y Joaquín Pérez Garré.